# Pedro Fernández de Velasco y Setién
Pedro Fernández de Velasco y Setién ( ¿? - 1604) nieto de Pedro Fernández de Velasco y Tovar quien fue V conde de Haro , III duque de Frías , IX condestable de Castilla , grande de España y caballero del Toisón de Oro y de Isabel de Barreda. Hijo de Juan Fernández de Velasco y Barreda y de la Casilda de Setién.
Casó con María de Reinoso, con la que tuvo a:
- Pedro Fernández de Velasco y Reinoso
- María Fernández de Velasco y Reinoso
- Juana Fernández de Velasco y Reinoso
- Alejandra Fernández de Velasco y Reinoso